# Ajdar
Der Ajdar oder Aidar (russisch und ukrainisch Айдар; auch Адар, Айдор/Adar, Aidor) ist ein linker Nebenfluss des Siwerskyj Donez in der russischen Oblast Belgorod und der ukrainischen Oblast Luhansk.
Der Ajdar entspringt am Südrand der Mittelrussischen Platte in der Oblast Belgorod. Er fließt in südlicher Richtung in die Oblast Luhansk. Er durchfließt dabei die Kleinstädte Rowenki, Nowopskow, Starobilsk und Nowoajdar und mündet nach 264 km linksseitig in den Siwerskyj Donez. Das Einzugsgebiet umfasst 7420 km². Der Fluss wird zur Bewässerung benutzt.
Auf einem Abschnitt südlich von Rowenki markiert der Ajdar für einige Kilometer die russisch-ukrainische Staatsgrenze.